# ISTP
ISTP (Introversion, Sensing, Thinking, Perceiving) je jeden z šestnácti osobnostních typů podle MBTI. Je označován jako Introvertní smyslový typ vnímající s převahou myšlení (Kutil).

## Stručný popis
Uzavřený, klidný, často přitahován k autům/motorkám/letadlům, zajímá se o to, proč a jak věci fungují, příliš si neláme hlavu s dodržováním příkazů a zákazů, které nepovažuje za důležité, je realista, má rád svůj klid.

## Charakteristika
Jsou odborníci „na materiál“, ať už je obor jejich zájmu jakýkoliv. Zajímá je hledání nejlepšího dřeva pro truhlařinu, nejlepší součástky do auta, nejlepší látky pro pracovní oděv, stereo systému s nejlepším zvukem atd. S předměty svého zájmu se dokonale sžijí a mají k nim hlubší vztah než druzí lidé, kteří vidí pouhou věc.
Preferují udržovat svůj život nekomplikovaný a bez závazků a omezení. Jsou to také mistři v získávání největší odměny s co nejmenší námahou. Uspořený čas a energii pak celé obětují na oltář svého koníčku.
Nemají rádi, když je někdo popohání v práci. Pokud mají práci odvést pořádně, musí na ní mít dost času a bavit je. Mají určitý okruh svých starých dobrých přátel. Navazování nových kontaktů je pro ně dlouhodobý proces. Neradi rozebírají své pocity s druhými lidmi. Raději než se probírat nepříjemnými emocemi a zkoumat, co je zavinilo, pospíchají k činnosti, která je baví a opět je uvede do stavu duševní pohody. Stejně tak špatně snáší, když na ně ventiluje svoje přehnané emoce někdo druhý. V takové situaci se snaží co nejdříve vytratit.
K teoriím a ideologiím jsou nedůvěřiví a skeptičtí. Preferují vlastní zkušenost s konkrétními lidmi. Mají horší odhad na vývoj společenské situace a příliš se nehrnou do obsazování strategických pozic, kde by museli vést a zodpovídat za druhé. Druhým lidem si rádi postěžují, ale jejich rady neberou příliš vážně.